# Єрмоленко Володимир Михайлович
Єрмоленко Володимир Михайлович (нар. 18 березня 1964, Кадіївка) — завідувач кафедри аграрного, земельного та екологічного права ім. академіка В.З. Янчука Національного університету біоресурсів і природокористування України, член-кореспондент Національної академії правових наук України, доктор юридичних наук (2008), професор (2008). 

## Біографія
Народився 18 березня 1964 року у місті Кадіївка, Луганської області. 
У 1986 році закінчив економічний факультет Української сільськогосподарської академії (нині — Національний університет біоресурсів і природокористування України), а в 2001 році — Київський національний університет імені Тараса Шевченка за спеціальністю «правознавство».
У 2008 р. захистив дисертацію на здобуття наукового ступеня доктора юридичних наук на тему «Аграрні майнові правовідносини приватних сільськогосподарських підприємств в Україні».
З 2006 р. — завідувач кафедри аграрного, земельного та екологічного права ім. академіка В.З. Янчука.
Сфера наукових і професійних інтересів пов’язана із дослідженням спектру проблем аграрного, земельного, екологічного, природоресурсного і містобудівного права. Автор та співавтор понад 250 наукових та навчально-методичних праць.
З 30 грудня 2021 року входить до складу науково-консультативної ради при Голові Верховної Ради України.

## Нагороди, відзнаки, почесні звання
- Почесна грамота Кабінету Міністрів України (2016)
- Премія імені Ярослава Мудрого (2011)
- Подяка Міністерства освіти і науки України (2014)
- Почесна грамота Національної академії аграрних наук України (2014)
- Почесний член Спілки юристів України (2016)